# Les Insoumuses
Les Insoumuses est un collectif de femmes constitué de Carole Roussopoulos, Delphine Seyrig, Ioana Wieder et Nadja Ringart. Ce collectif réalise des vidéos sur les luttes des femmes en France dans les années 1970.

## Contexte
Delphine Seyrig et Ioana Wieder sont initiées à la vidéo lors des formations que dispense Carole Roussopoulos. En 1974, elles créent toutes les trois une association Les Muses s’amusent qui devient rapidement Les Insoumuses dédiée à la création vidéo militante.   
Elles réalisent des vidéos avec une caméra portative, le Portapack,  ce qui leur permet de s’exprimer librement. Elles mêlent critique sociale et humour. Elles filment dans la rue. Elles documentent les manifestations. Elles créent un nouveau langage documentaire permettant de donner une autre dimension aux revendications des femmes dans les années 1970. Elles signent leurs bandes vidéos collectivement Les Insoumuses.   
Le 30 décembre 1975, Bernard Pivot invite Françoise Giroud, secrétaire d'état à la condition féminine, dans une émission de télévision intitulée L’année de la femme, ouf ! c’est fini, 1975 étant l'année internationale des femmes. Françoise Giroud est invitée à commenter les propos phallocrates et misogynes d'hommes politiques ou publics. Dans Maso et Miso vont en bateau, Les Insoumuses reprennent cette émission et ponctuent la vidéo de commentaires, chants, images se donnant ainsi un droit de réponse féministe aux propos phallocratiques.  
En 1976, Delphine Seyrig réalise le documentaire vidéo en noir et blanc Sois belle et tais-toi sur la place des femmes dans le cinéma (sorti en 1981). Pour cela, elle recueille les témoignages de plusieurs actrices américaines : Jane Fonda, Jenny Agutter, Juliet Berto, Candy Clark.  
En 1982, Les Insoumuses fondent le Centre audiovisuel Simone-de-Beauvoir à Paris, afin de conserver documentaires, rushes, reportages, archives sur les luttes des femmes : le droit à l’IVG, la liberté sexuelle pour les femmes, la place des femmes dans le cinéma, les droits des prisonnières politiques, mais aussi les actions menées contre la guerre du Vietnam.   
En 2019, le LaM à Villeneuve d'Ascq organise une exposition autour de Delphine Seyrig et son engagement dans les Insoumuses.  
En 2019, Callisto Mc Nulty, petite-fille de Carole Roussopoulos, réalise Delphine et Carole, insoumuses, un documentaire sur cette période de production des Insoumuses qui est récompensé notamment par le grand prix du Festival du film et forum international sur les droits humains de Genève.,.

## Filmographie
- 1975 : Maso et Miso vont en bateau, de Nadja Ringart, Carole Roussopoulos et Delphine Seyrig.
- 1976 : SCUM Manifesto, (d'après le manifeste éponyme de Valérie Solanas), de Carole Roussopoulos et Delphine Seyrig
- 1977 : Il ne fait pas chaud, de Carole Roussopoulos, Delphine Seyrig, Ioana Wieder et Nadja Ringart
- 1981 : Sois belle et tais-toi, de Delphine Seyrig.